# Diaclone
Diaclone（ダイアクロン、戴亞克隆）是日本TAKARA公司（タカラ，現‧TAKARA TOMY）於1980年代推出的玩具系列，名字「Diaclone」中包含了「Dia（日語對「鑽石」的稱呼）」與「cyclone（旋風）」兩個字，分別代表了無堅不摧的友情與強而有力的夥伴。深刻影響了後來變形金剛玩具的設計概念，可說是變形金剛的始祖前身。1987年後因為變形金剛玩具的大紅，且同質性高，而逐漸被取代消失。直到2015年TAKARA宣布戴亞克隆系列復活重新推出，但定位為價格較高、作工精細的的成年人玩具收藏線。

## 歷史
1970年，TAKARA公司從美國孩之寶買下了孩之寶當家產品《Combat Joe》人形的使用權。由於當時日本的孩子們不喜歡軍人士兵一類的玩具，TAKARA公司把Combat Joe改頭換面變成了《變身生化人》系列。1974年，TAKARA公司原本打算推出一個微縮版的「變身生化人」，但最終把名字定為《微星小超人》。微星小超人只是一批透明身體鍍銀頭部，高約10厘米的可動小人形。微星小超人開始加入機器人之後又加入了微星變形（ミクロチェンジ）的分支系列，變形機器人的概念開始出現。
1980年TAKARA公司推出了名為《戴亞克隆》的系列加強發展這一種產品。戴亞克隆分為非常多小系列，包括了可以變成汽車的「汽車機器人」（カーロボット），或是變成恐龍的「恐龍機器人」（恐竜ロボ）。《戴亞克隆》的設定主要在Studio Nue（スタジオぬえ）完成，該製作組當時的主要機械設定是宮武一貴和加藤直之，而當時還在筑波大學讀書的河森正治以打工的身份參與了戴亞克隆的設定工作。其他參與設計的人尚有荒牧伸志、伊東岳彥和明貴美加。
最早1982年時汽車機器人系列推出首創一種車輛能變形成機器人的玩具模式，讓小孩買一個玩具同時能像是得到兩種玩具，且變形過程中練習思維能力。義大利的GiG公司於1983年開始以「Trasformer」的名字開始引進《戴亞克隆》及《微星變形》兩個系列著產品，1984年TAKARA為了更加開拓市場，于是與在美國有廣大通路的孩之寶合作：TAKARA負責玩具提供，孩之寶負責銷售策略。在1984年，孩之宝選出《微星小超人》與《戴亞克隆》两个系列中的部分商品，以《變形金剛》之名稱引進美國，大多數原始的博派陣營玩具都是來自TAKARA設計的戴亞克隆原型，甚至狂派的一些飛機和工程車角色也來自於此。之後TAKARA放棄了駕駛艙較大能打開放入小駕駛員的設計，以配合變形金剛更複雜的變形，這也是戴亞克隆和其最大不同特徵。直到1986年許多變形金剛的新產品其實是在戴亞克隆後期TAKARA早已設計完成還沒推出的計畫，改以變形金剛系列推出並出現在動畫中。
之後戴亞克隆逐漸不再推出產品而消亡，直到2015年的重新復活。